# Lijst van voetbalinterlands België - Mexico (vrouwen)
Deze lijst van voetbalinterlands is een overzicht van alle officiële voetbalinterlands tussen de nationale vrouwenteams van België en Mexico. De landen hebben tot nu toe één keer tegen elkaar gespeeld.

## Wedstrijden
| № | Plaats    | Datum        | Competitie         | Wedstrijd       | Uitslag |
| - | --------- | ------------ | ------------------ | --------------- | ------- |
| 1 | Paralimni | 9 maart 2015 | Cyprus Women's Cup | Mexico − België | 0 − 0   |

## Samenvatting
| Competitie        | Totaal gespeeld | Winst België | Gelijk | Winst Mexico | Doelsaldo België – Mexico |
| ----------------- | --------------- | ------------ | ------ | ------------ | ------------------------- |
| Vriendschappelijk | 1               | 0            | 1      | 0            | 0 − 0                     |
| Totaal            | 1               | 0            | 1      | 0            | 0 − 0                     |